# Eupithecia malformata
Eupithecia malformata är en fjärilsart som beskrevs av William Schaus. Eupithecia malformata ingår i släktet Eupithecia och familjen mätare. Inga underarter finns listade i Catalogue of Life.